# Olszyna
Pour les articles homonymes, voir Olszyna (homonymie).
Olszyna est une ville de Pologne, située dans l'ouest du pays, dans la voïvodie de Basse-Silésie. Elle est le chef-lieu de la gmina de Olszyna, dans le powiat de Lubań.

## Histoire
De 1816 à 1945, Langenöls fait partie de l'arrondissement de Lauban dans le district de Liegnitz au sein de la province de Silésie.